# Aderus fluctuosus
Aderus fluctuosus is een keversoort uit de familie schijnsnoerhalskevers (Aderidae). De wetenschappelijke naam van de soort werd in 1895 gepubliceerd door George Charles Champion.